# Mälardalen

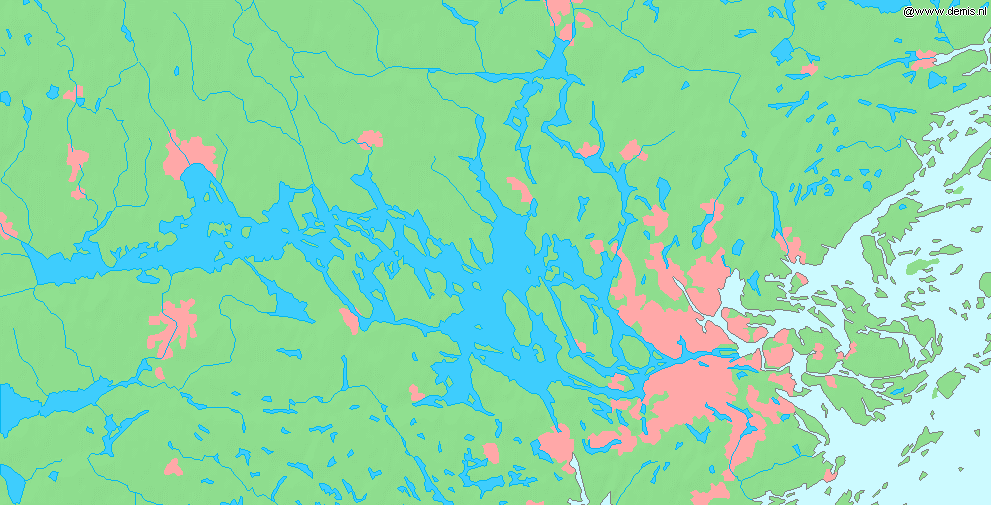
Carte du lac Mälar

Mälardalen (en suédois vallée du lac Mälar) est une région située autour du lac Mälar, en Suède. Cette région est relativement densément peuplée, plusieurs des villes les plus importantes du pays s'y trouvant, dont en particulier Stockholm. Bien que n'ayant aucune réalité administrative, elle occupe une place importante dans l'histoire de la Suède depuis les Suiones, à l'origine du peuple suédois, qui y étaient installés.

## Principales villes
- Grand Stockholm (1 964 805 hab.)
- Uppsala (194 259 hab.)
- Västerås (137 626 hab.)
- Örebro (103 605 hab.)
- Södertälje (84 172 hab.)
- Eskilstuna (60 185 hab.)

## Transports
- Mälardalstrafik,  entreprise ferroviaire de gestion et de développement du trafic ferroviaire régional.